# Stollberg
Stollberg é uma cidade da Alemanha localizada no distrito de Erzgebirgskreis, região administrativa de Chemnitz, estado da Saxônia. Pertence ao verwaltungsgemeinschaft de Stollberg.